# 王穎 (導演)

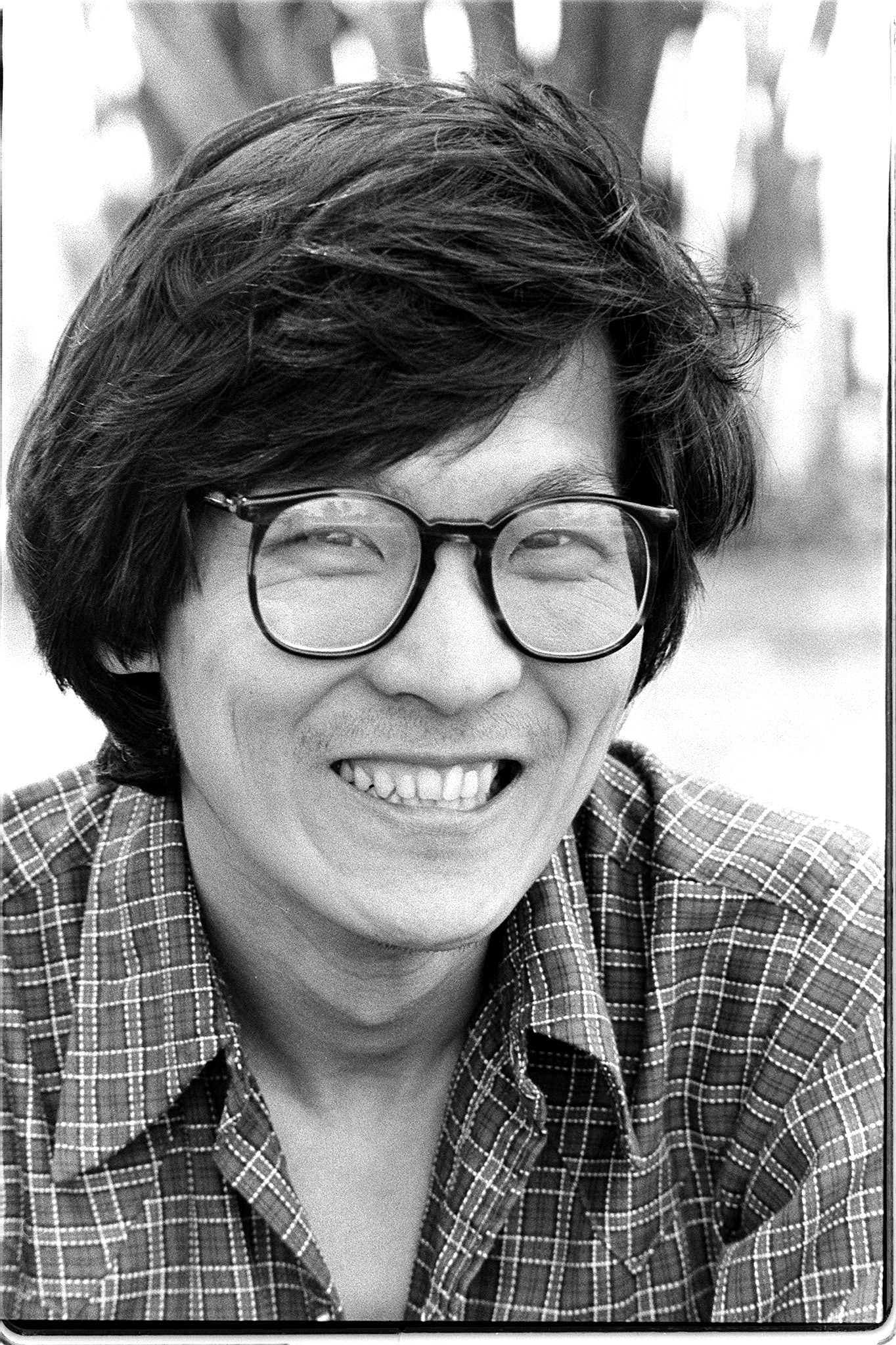

王穎（1949年1月12日—），美籍華人導演。

## 生平
王穎生於香港，中學就讀於香港華仁書院；後赴美國留學，於美國奧克蘭加州藝術學院修習電影課程。1984年執導《尋人》；1985年執導《點心》（Dim Sum: A Little Bit of Heart），均獲好評。其导演生涯最知名的作品為《喜福會》 (The Joy Luck Club) (1993年)，及《芳心天涯》（1999年）。

## 家庭
妻子是香港的知名演員繆騫人，現居美國紐約市以及舊金山。